# Collegio di Rawmarsh and Conisbrough
Rawmarsh and Conisbrough è un collegio elettorale inglese della Camera dei comuni del Parlamento del Regno Unito, situato nel South Yorkshire, nella regione dello Yorkshire e Humber. Elegge un membro del Parlamento con il sistema maggioritario a turno unico. Il rappresentante del collegio dal 2024 è il laburista John Healey.

## Estensione
Il collegio comprende i seguenti ward:
- nella Città di Doncaster: Conisbrough e Edlington and Warmsworth;
- nel borgo metropolitano di Rotherham: Bramley and Ravenfield; Hoober; Kilnhurst and Swinton East; Rawmarsh East; Rawmarsh West; Swinton Rockingham e Wath.[1]

## Membri del Parlamento
| Elezione | Elezione | Deputato    | Partito   |
| -------- | -------- | ----------- | --------- |
|          | 2024     | John Healey | Laburista |

## Risultati elettorali

### Elezioni negli anni 2020
| Partito                    | Partito                                      | Candidato                  | Risultati 4 luglio 2024 | Risultati 4 luglio 2024 |
| Partito                    | Partito                                      | Candidato                  | Voti                    | %                       |
| -------------------------- | -------------------------------------------- | -------------------------- | ----------------------- | ----------------------- |
|                            | Laburista                                    | John Healey                | 16 612                  | 49,00                   |
|                            | Reform UK                                    | Adam Wood                  | 9 704                   | 28,62                   |
|                            | Conservatore                                 | Oliver Harvey              | 4 496                   | 13,26                   |
|                            | Verdi                                        | Tom Hill                   | 1 687                   | 4,98                    |
|                            | Lib Dem                                      | Paul Horton                | 1 137                   | 3,35                    |
|                            | Workers                                      | Robert Watson              | 268                     | 0,79                    |
|                            |                                              |                            |                         |                         |
| Iscritti                   | Iscritti                                     | Iscritti                   | 69 132                  | 100,00                  |
| ↳ Votanti (% su iscritti)  | ↳ Votanti (% su iscritti)                    | ↳ Votanti (% su iscritti)  | 33 904                  | 49,04                   |
| ↳ Astenuti (% su iscritti) | ↳ Astenuti (% su iscritti)                   | ↳ Astenuti (% su iscritti) | 35 228                  | 50,96                   |
|                            |                                              |                            |                         |                         |
|                            | Esito: collegio a Laburista (nuovo collegio) |                            |                         |                         |